# Medaglia della campagna dei Dardanelli
La medaglia commemorativa dei Dardanelli (in francese: Médaille commémorative des Dardanelles) è una decorazione militare francese.

## Storia
La campagna dei Dardanelli fu intrapresa da Churchill per costringere l'Impero ottomano, alleato dei tedeschi, ad aprire lo stretto dei Dardanelli, al fine di ristabilire il collegamento con la Russia e garantire definitivamente la sicurezza del Canale di Suez.
Dopo uno sbarco in condizioni difficili sulla penisola di Gallipoli, il corpo di spedizione dei Dardanelli, 80.000 uomini (4 divisioni britanniche e 1 divisione francese, quella del generale d'Amade) aiutati dalle forze navali, combatterono dal 26 aprile al 20 dicembre 1915. Le truppe turche vennero supportate dai tedeschi.
La richiesta dei deputati Bureau e Dariac di creare una medaglia commemorativa risale al giugno 1917.
Le difficili condizioni climatiche, le perdite pesanti (combattimenti e malattie tropicali, inferno a Gallipoli, inferno a Salonicco), erano simili alle spedizioni coloniali. Il deputato Girod propose l'attribuzione della Medaglia Coloniale con barre specifiche. I deputati Bureau e Dariac chiesero invece la creazione il della Medaglia d'Oriente.
Il governo francese rifiutò la prima formula che distoglie la medaglia coloniale dal suo scopo iniziale. Riaccese però il dibattito l'arrivo della Medaglia Commemorativa della Grande Guerra (1920) e della Medaglia Vittoria (1922) che coprono tutti i teatri di operazioni dello stesso conflitto mondiale.
La legge del 15 giugno 1926 istituì la medaglia commemorativa dell'Oriente e dei Dardanelli destinata a tutto il personale, militare o civile facente parte delle unità della Forza di spedizione franco-britannica dei Dardanelli, posta agli ordini del generale inglese Ian Hamilton.
L'8 luglio dello stesso anno un decreto definisce le caratteristiche del suo nastro. Ricompensa il personale militare e civile imbarcato prima dell'11 novembre 1918 e che arriva sotto il corpo di spedizione dei Dardanelli o l'esercito francese d'Oriente e i marinai di queste spedizioni.

## Requisiti
La medaglia commemorativa dei Dardanelli premia, senza condizione di durata del soggiorno:
- il personale militare dello stato maggiore, del corpo e dei servizi, nonché il personale civile che fa capo direttamente a detti corpi e servizi, che, dopo essere stato imbarcato tra il 22 febbraio 1915 e il 5 gennaio 1916 compreso, si è destinato alla Forza di spedizione orientale oi Dardanelli, hanno preso una parte effettiva nelle operazioni dei Dardanelli (tentativo di forzare i Dardanelli, affari di Kumkale, Sedd-Ul-Bahr, Krithia, ecc.).
- i marinai che hanno preso parte alla spedizione dei Dardanelli.

Nessuno può pretendere di indossare questa medaglia se è stato oggetto di una condanna, senza tregua, durante la campagna, per atti qualificati come "crimini" dal codice di giustizia militare o marittima.
La medaglia viene assegnata senza diploma; subentra un certificato, rilasciato su richiesta dei beneficiari o dei loro familiari. Le richieste di certificati che autorizzano l'uso di questa medaglia vengono presentate all'ufficio decorazioni del Ministero della Difesa.

## La medaglia

### Nastro
Il nastro da 36 mm è composto da undici strisce bianche e verde scuro (sei bianche / cinque verdi). Identica alla medaglia commemorativa della Grande Guerra che utilizza il verde al posto del rosso.

### Medaglia
Di modello identico alla Medaglia commemorativa del Marocco e creato dalla legge del 22 luglio 1909. Riguardo alle operazioni di pacificazione effettuate nel paese tra il 1907 e il 1909. A causa dello stesso incisore della medaglia marocchina Georges Lemaire, è in bronzo.
L'incisione rappresenta l'effigie di una "repubblica guerriera" che indossa un elmo o foglie di quercia sono attaccate con la scritta "Repubblica francese" e la firma dell'artista. Questo dritto è identico alla medaglia commemorativa orientale. Sul verso, una composizione associa il simbolismo dell'esercito e del mare (fucile, alabarda, bandiere), nonché le date “1915-1918”.
I modelli possono recare l'iscrizione su una delle due bandiere: "Honor and Fatherland - 1915-1918".

### Ariete
È in bronzo ed è formato da due palme e una mezzaluna.
Alcune medaglie hanno sul nastro una clip in metallo dorato di forma orientale con la scritta "Dardanelles". Questo è un articolo di produzione privato e non regolamentare.

## Fonte
- (préf. Jean-Philippe Douin), Paris, Trésor du Patrimoine, 2003, p.95 (ISBN 2-911468-99-6, OCLC 56111972)

- Site très complet traitant des décorations militaires et civiles françaises